# Sockel G1
Der Sockel G1 (auch als rPGA 988a bekannt) ist ein CPU-Sockel von Intel für die Core-i-Serie von Notebooks der ersten Generation. Die Kerne basieren auf der Nehalem-Architektur, die zunächst für den 1366-Pin-„Sockel B“, verwendet wurde. Später folgte der aktualisierte LGA-1156-Sockel. Sockel G1 ist der Nachfolger von Sockel P und das mobile Gegenstück zu LGA 1156 und LGA 1366.

## Geschichte
Die ersten CPUs für die Mobile-Plattform wurden am 23. September 2009 in Form des i7-720QM, 820QM und 920XM veröffentlicht. Diese CPUs verwenden den Clarksfield-Kern, der den gleichen 45-nm-Fertigungsprozess wie die Desktop-Nehalem-Architektur beibehält. Am 4. Januar 2010 wurde das Sortiment um Core i3-, i5- und i7-Prozessoren erweitert, die den 32-nm-Arrandale-Kern verwenden und auf der Westmere-Architektur basieren. Am 28. März 2010 wurden Low-End-CPUs auf Arrandale-Basis als Pentium P6x00-Serie und Celeron P4x00-Serie veröffentlicht. Weitere Clarksfield-basierte Prozessoren wurden am 21. Juni 2010 als i7-740QM, 840QM und 940XM veröffentlicht. Bei allen Sockel G1-Prozessoren ist die Grafik der Intel-HD auf dem Ironlake-Kern verpackt. Nicht alle CPUs sind mit dem Sockel kompatibel, da einige von ihnen ein BGA-Gehäuse besitzen.

## Technische Spezifikationen
- Pins in einer 36 × 35 Gitteranordnung (grid array) angeordnet
- 18 × 15  Gittergröße vom Zentrum entfernt
- Nutzung eines nockenbetätigten Rückhaltemechanismus
- Das r in rPGA (PGA, Pin Grid Array, deutsch: Kontaktstift-Rasterfeld,  "Reduced pitch", bzw. reduzierter Abstand in Pitch (Elektronik)) mit einem 1 mm × 1 mm Sockel-Design.[5]
- Auf Grund der geringeren Pinzahl, können die Prozessoren mit den G1-Sockeln nur im Dual-Channel laufen.